# Думин, Осип Алексеевич
Осип Алексеевич Думин (1893—1945) — сотник УСС и Армии УНР, военный деятель УВО, писатель.

## Биография
Родился в селе Грушев (ныне Дрогобычского района Львовской области).
Учился во Львовском университете, был участником молодежного движения «Сечевые стрельцы».
Во время Первой мировой войны в 1914 году вступил в Легион Украинских сечевых стрельцов. В 1915 году попал в плен к русским, работал на железорудных шахтах Криворожья.
В 1917 вместе с Е. Скалием подпольно организовал отряд из пленных галичан, который 14 января 1918 прибыл в Киев и стал подразделением куреня Сечевых стрельцов. 1918-1919 — комендант сотни, куреня, полка, армейской группы Сечевых стрельцов. 22 января 1919 из Киева отправлен отряд Сечевых стрельцов во главе с сотником Думин на подавление бунта атамана Зеленого (Д. Терпила), которой отказался выступить на фронт в район Чернигова.
В 1919 попал в польский плен, бежал в Чехословакию, где стал организатором коммунистических кружков. Из-за угрозы интернирования в Польшу подпольно уехал в Германию, 1920 — в Москву, затем — в Петроград (ныне. Санкт-Петербург), затем — в Харьков. Работал лектором Школы красных старшин в городе Умань.
Разочаровавшись в большевистском режиме (1922) уехал на родину. 1923-24 — студент юридического факультета Львовского тайного украинского университета. 1924 эмигрировал в Германию.
Член Украинской военной организации, возглавлял отдел разведки Начальной команды УВО. Работал в Кёнигсберге. Во время Второй мировой войны — служащий Министерства по делам оккупированных восточных территорий в Берлине.
Автор трудов и воспоминаний о УСС.
Арестован и казнен органами НКВД в городе Гданьск (Польша).